# 北里大学メディカルセンター
北里大学メディカルセンター（きたさとだいがくメディカルセンター）は、埼玉県北本市にある病院である。運営者は学校法人北里研究所。
1989年に開院し、埼玉県の地域医療支援病院の承認を受けるほか、鴻巣市・上尾市など4市1町で構成される県央保健医療圏の災害拠点病院に指定されている。
院内には多数の絵画が展示されており、「絵のある病院」として入院患者や外来患者の心を和ませている。

## 沿革
- 1989年 - 社団法人北里研究所創立75周年を記念して、埼玉県中央部に高度医療を担う中核医療機関として、「北里研究所メディカルセンター病院」の名で開設。
- 2002年 - 北館を増設し、同時にヘリポートおよび集中治療室 (ICU) 等を設置して救急医療体制を整備。
- 2003年7月29日 - 地域医療支援病院の承認を受ける。
- 2008年4月1日
  - 学校法人北里学園と統合し学校法人北里研究所として認可、「北里大学北里研究所メディカルセンター病院」に改称。
  - 埼玉県災害拠点病院の指定を受ける。
- 2013年1月1日 - 「北里大学メディカルセンター」に改称。
- 2014年1月23日 - 埼玉DMAT指定病院の指定を受ける。
- 2015年1月 - 医育機関として認められる。

## 診療科目
- 一般内科
- 神経内科
- 消化器内科
- 循環器内科
- 腎臓内科
- 内分泌・代謝内科
- 膠原病・感染内科
- 小児科
- 外科
- 整形外科
- 形成外科
- 脳神経外科
- 皮膚科
- 泌尿器科
- 産婦人科
- 眼科
- 耳鼻咽喉科
- リハビリテーション科
- 放射線科
- 麻酔科
- 人間ドック科
- 精神科

## 専門外来・施設
ハートセンター、外来化学療法センター、漢方外来、腎センター、救急センター、リハビリセンター、ひざ関節センター、骨折センター、股関節外来、肩関節外来、

## 医療機関の指定等
- 保険医療機関
- 救急告示医療機関
- 労災保険指定医療機関
- 生活保護法指定医療機関
- 結核予防法指定医療機関（適正医療）
- 指定自立支援医療機関（育成医療・更生医療・精神通院医療）
- 母子保健法指定医療機関（養育医療）
- 原爆医療法指定医療機関（一般疾病医療）
- 特定疾患認定医医療機関
- 小児慢性特定疾患認定医療機関
- 母体保護法指定医療機関
- 地域医療支援病院
- 災害拠点病院
- 埼玉県特別機動援助隊（埼玉SMART）
- 災害派遣医療チーム (DMAT)
- DPC対象病院
- 厚生労働省　臨床研修指定病院

## 先進医療
- 超音波骨折治療法

## 学会施設認定
- 日本内科学会認定制度教育病院
- 日本神経学会専門医教育関連施設
- 日本プライマリ・ケア学会認定医研修施設
- 日本循環器学会認定循環器専門医研修施設
- 日本リウマチ学会教育施設
- 日本消化器内視鏡学会指導施設
- 日本脳卒中学会研修教育病院
- 日本感染症学会専門医研修施設
- 日本糖尿病学会認定教育施設
- 日本腎臓学会研修施設
- 日本透析医学会教育関連施設
- 日本外科学会専門医制度修練施設
- 日本乳癌学会関連施設
- 日本消化器外科学会専門医制度指定修練施設
- 日本整形外科学会専門医制度研修施設
- 日本形成外科学会教育関連施設
- 日本脳神経外科学会専門医認定医制度指定訓練病院
- 日本皮膚科学会認定専門医研修施設
- 日本泌尿器科学会専門医教育施設
- 日本産科婦人科学会認定医制度卒後研修指導施設
- 日本放射線腫瘍学会認定施設
- 日本麻酔科学会麻酔科認定病院
- 日本救急医学会救急科専門医指定施設
- 日本静脈経腸栄養学会NST稼働認定施設
- マンモグラフィ(乳房エックス線写真)検診認定施設
- 日本眼科学会専門医制度研修施設

## 周辺の施設
- 北里大学看護専門学校
- 北本自然観察公園
- 北本水辺プラザ公園

## 交通アクセス
- JR東日本高崎線北本駅西口下車、川越観光バス「北里大学メディカルセンター」「石戸蒲ザクラ入口」行きバスで15分、「北里大学メディカルセンター」下車
- JR高崎線桶川駅西口下車、川越観光バス「北里大学メディカルセンター」行きバスで30分、終点下車
- 首都圏中央連絡自動車道桶川北本インターチェンジより車で5分